# باد ایبورگ
شهر باد ایبورگ در ایالت نیدرزاکسن در کشور آلمان واقع شده است.

## نگارخانه

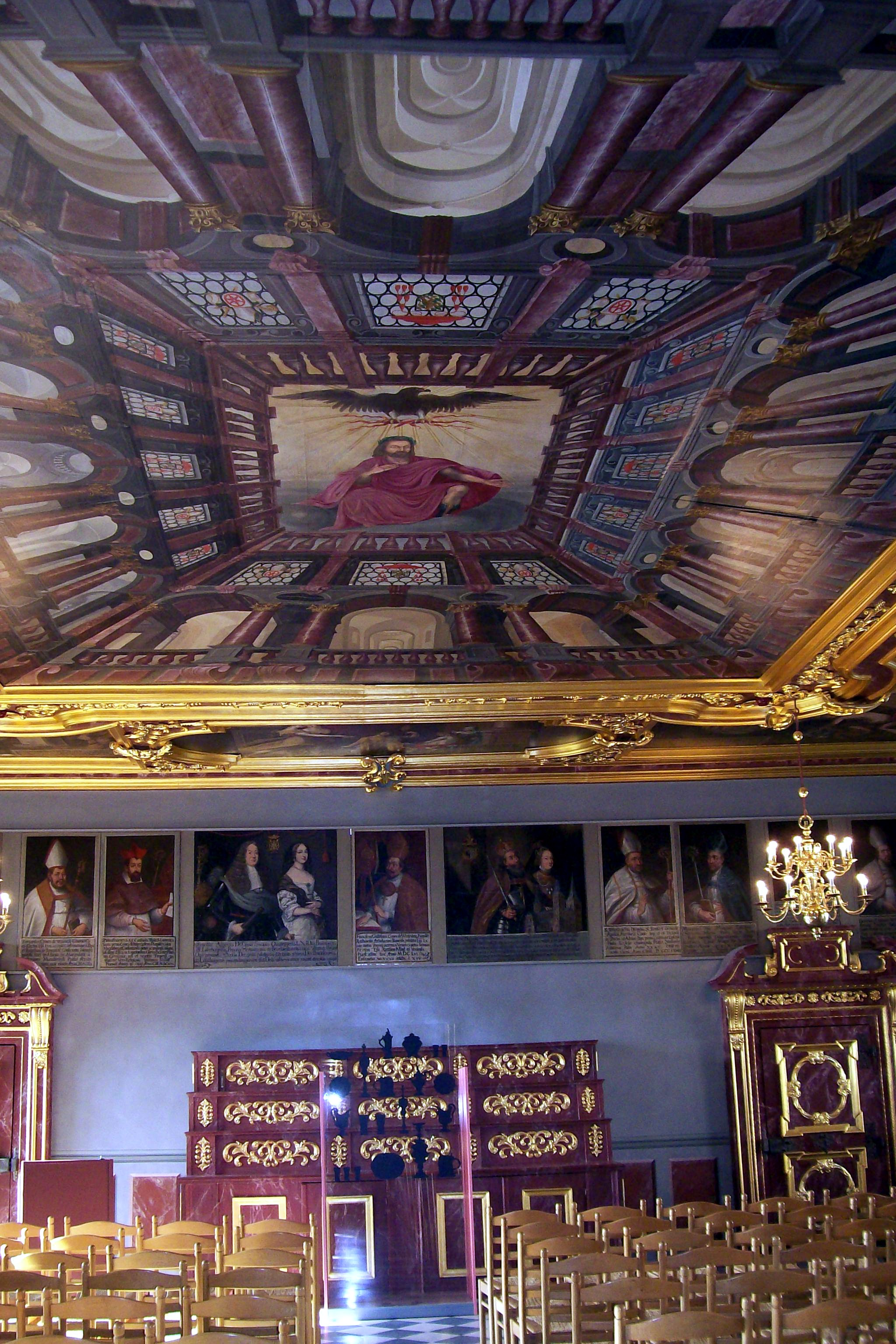
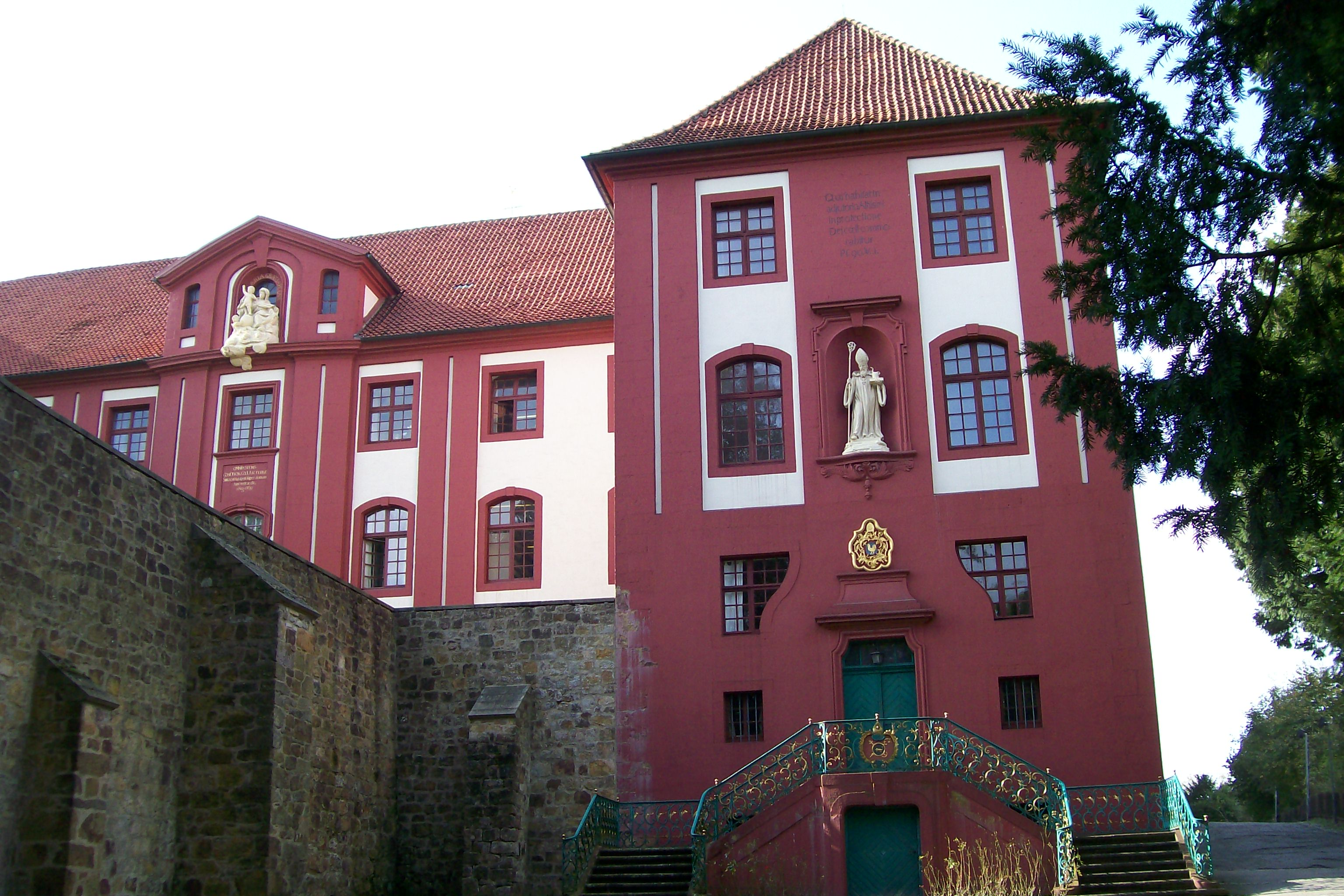
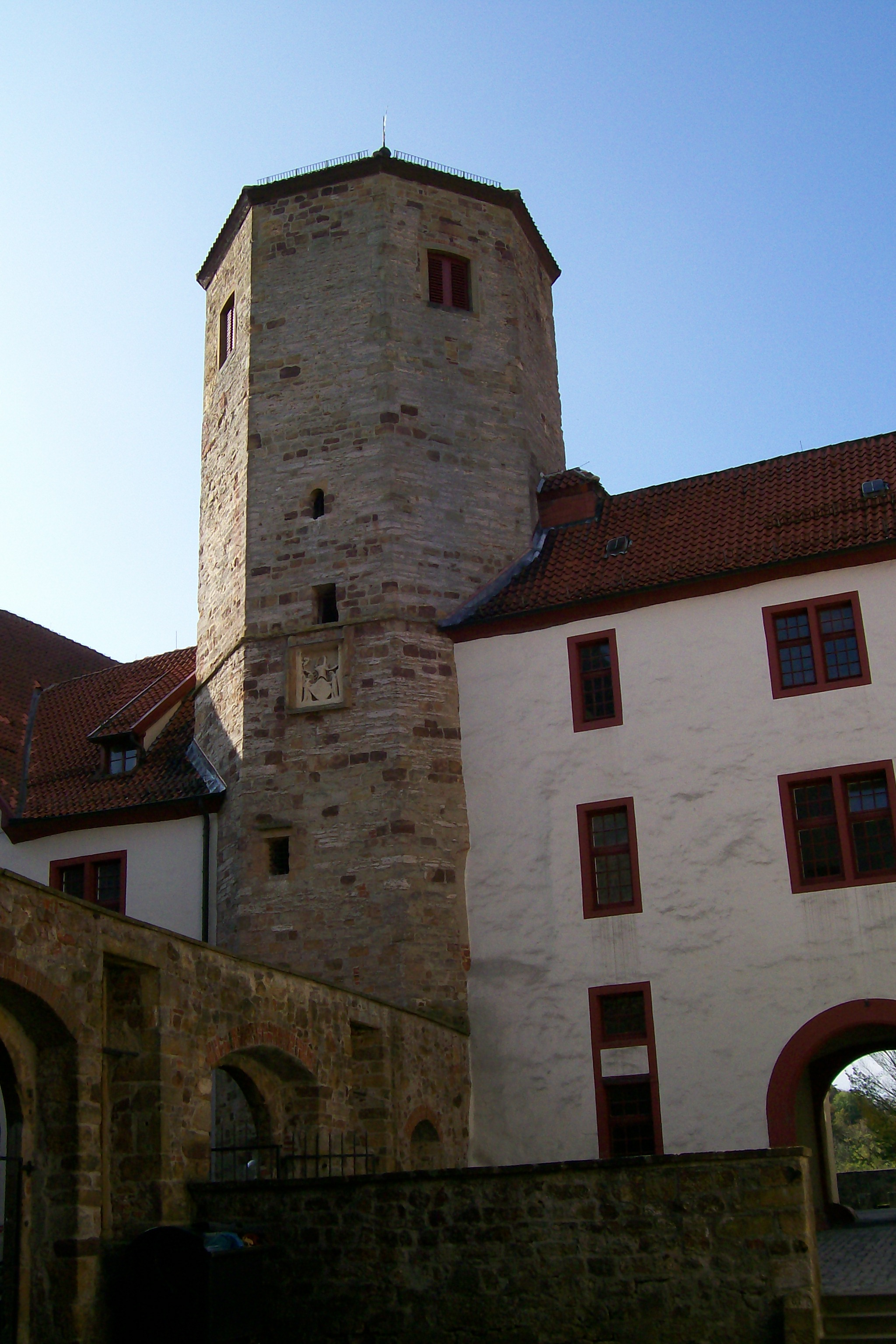
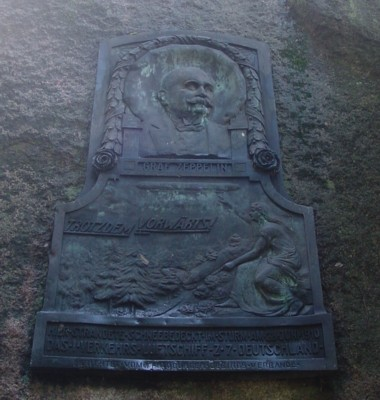